# Burkina Faso a 2024. évi nyári olimpiai játékokon
Burkina Faso a franciaországi Párizsban megrendezett 2024. évi nyári olimpiai játékok egyik részt vevő nemzete volt. Az országot az olimpián 5 sportágban 8 sportoló képviselte, akik érmet nem szereztek.

## Atlétika
Férfi
| Versenyző            | Versenyszám | Selejtező | Selejtező | Döntő    | Döntő    |
| Versenyző            | Versenyszám | Eredmény  | Helyezés  | Eredmény | Helyezés |
| -------------------- | ----------- | --------- | --------- | -------- | -------- |
| Hugues Fabrice Zango | Hármasugrás | 17,16 m   | 3.*       | 17,50 m  | 5.       |

Női
| Versenyző    | Versenyszám | Selejtező | Selejtező | Döntő    | Döntő    |
| Versenyző    | Versenyszám | Eredmény  | Helyezés  | Eredmény | Helyezés |
| ------------ | ----------- | --------- | --------- | -------- | -------- |
| Marthe Koala | Távolugrás  | 659 cm    | 11.       | 661 cm   | 9.       |

* - egy másik versenyzővel azonos eredményt ért el

## Cselgáncs
Férfi
| Versenyző   | Versenyszám | 32-es főtábla                                 | Nyolcaddöntő      | Negyeddöntő       | Elődöntő          | Vigaszág elődöntő | Bronz- mérkőzés   | Döntő             | Helyezés |
| Versenyző   | Versenyszám | Ellenfél Eredmény                             | Ellenfél Eredmény | Ellenfél Eredmény | Ellenfél Eredmény | Ellenfél Eredmény | Ellenfél Eredmény | Ellenfél Eredmény | Helyezés |
| ----------- | ----------- | --------------------------------------------- | ----------------- | ----------------- | ----------------- | ----------------- | ----------------- | ----------------- | -------- |
| Carmel Kone | Középsúly   | Han Dzsujop (Han Ju-yeop) (KOR) · 00(2)–10(1) | kiesett           | kiesett           | kiesett           | kiesett           | kiesett           | kiesett           | 17.      |

## Kerékpározás

### Országúti kerékpározás
Női
| Versenyző  | Versenyszám   | Idő           | Helyezés      |
| ---------- | ------------- | ------------- | ------------- |
| Awa Bamogo | Mezőnyverseny | nem ért célba | nem ért célba |

## Taekwondo
Férfi
| Versenyző       | Versenyszám | Selejtező         | Nyolcaddöntő             | Negyeddöntő               | Elődöntő          | Vigaszág elődöntő | Bronz- mérkőzés   | Döntő             | Helyezés |
| Versenyző       | Versenyszám | Ellenfél Eredmény | Ellenfél Eredmény        | Ellenfél Eredmény         | Ellenfél Eredmény | Ellenfél Eredmény | Ellenfél Eredmény | Ellenfél Eredmény | Helyezés |
| --------------- | ----------- | ----------------- | ------------------------ | ------------------------- | ----------------- | ----------------- | ----------------- | ----------------- | -------- |
| Ibrahim Maïga   | Pehelysúly  | erőnyerő          | Hakan Reçber (TUR) · 0–2 | kiesett                   | kiesett           | kiesett           | kiesett           | kiesett           | 11.      |
| Faysal Sawadogo | Váltósúly   | erőnyerő          | Stefan Takov (SRB) · 2–0 | Carl Nickolas (USA) · 0–2 | kiesett           | kiesett           | kiesett           | kiesett           | 9.       |

## Úszás
Férfi
| Versenyző         | Versenyszám | Előfutam | Előfutam | Előfutam | Elődöntő | Elődöntő | Elődöntő | Döntő   | Döntő    |
| Versenyző         | Versenyszám | Idő      | Hely.    | Össz.    | Idő      | Hely.    | Össz.    | Idő     | Helyezés |
| ----------------- | ----------- | -------- | -------- | -------- | -------- | -------- | -------- | ------- | -------- |
| Souleymane Napare | 50 m gyors  | 26,66    | 4.*      | 59.*     | kiesett  | kiesett  | kiesett  | kiesett | kiesett  |

Női
| Versenyző     | Versenyszám | Előfutam | Előfutam | Előfutam | Elődöntő | Elődöntő | Elődöntő | Döntő   | Döntő    |
| Versenyző     | Versenyszám | Idő      | Hely.    | Össz.    | Idő      | Hely.    | Össz.    | Idő     | Helyezés |
| ------------- | ----------- | -------- | -------- | -------- | -------- | -------- | -------- | ------- | -------- |
| Iman Kouraogo | 50 m gyors  | 30,33    | 5.       | 62.*     | kiesett  | kiesett  | kiesett  | kiesett | kiesett  |

* - egy másik versenyzővel azonos időt ért el